# 2023年度香港行政長官施政報告
《2023年度香港行政長官施政報告》是第六屆香港行政長官李家超所發表的第二份施政報告，於2023年10月25日發表，主題為「拼經濟謀發展　惠民生添幸福」。報告沿用綠色為封面。

## 概要
- 本報告是香港從2019冠狀病毒病疫情全面復常後首份宣讀的施政報告。
- 為突顯政府團隊的「隊形」及團結精神，行政長官李家超和其團隊在10月25日穿戴由香港知專設計學院師生設計製作的綠色領呔或領巾，與施政報告的封面顏色一致。

## 內容摘要

### 貫徹「一國兩制」維護國家安全
- 於2024年內完成《基本法》第二十三條立法（已於3月23日生效）
- 提升網絡安全的保護。
- 推展愛國主義教育（工作小組已於4月8日成立）

### 提高治理水平
- 訂立73項新指標
- 成立「大型發展項目融資委員會」和「大型發展項目融資辦公室」，研究不同投資融資方案
- 探討與廣東省政府和其他機構合作設立共同基金
- 設立「數字政策辦公室」
- 與大灣區其他城市制訂《粵港澳大灣區應急救援行動方案》(已於6月14日簽署協議)

### 鞏固自身優勢 發展多元經濟
- 發表《現代物流發展行動綱領》
- 成立「新型工業發展辦公室」
- 成立「香港微電子研發院」並啟用「微電子中心」
- 設立100億元「新型工業加速計劃」
- 成立「文創產業發展處」
- 為「電影發展基金」和「創意智優計劃」合共注資43億元
- 推出「重點演藝項目計劃」
- 舉辦「香港時裝設計周」
- 發表《海運及港口發展策略行動綱領》
- 制訂《旅遊業發展藍圖2.0》

### 大力搶企業 搶人才 留人才
- 吸引海內外公司到港設立總部／分部業務；吸引公司遷冊來港
- 外籍香港居民包括駐港公司外國人員可「一簽多行」到內地，並會獲加快處理簽證申請；放寬越南、老撾及尼泊爾人才的簽證要求
- 成立實體「人才服務辦公室」、擴大「高端人才通行證計劃」大學名單、落實「資本投資者入境計劃」
- 成立「香港國際法律人才培訓學院」和「香港國際廉政學院」，發展成培育人才基地

### 締造宜居活力之都
- 成立「解決劏房問題」工作組
- 發表《主要運輸基建發展藍圖》

### 鼓勵生育 締造有利育兒環境
- 向新生嬰兒發放2萬元現金獎勵
- 提高有新生嬰兒家庭與居所有關的稅項扣除限額
- 推出「家有初生優先選樓計劃」，有新生嬰兒家庭購買資助出售單位時可增抽籤機會和優先選樓
- 推出「家有初生優先配屋計劃」，令有新生嬰兒家庭可提早一年獲編配公屋
- 支援輔助生育，增加公營服務名額和設立輔助生育開支稅項扣除
- 提高在職家庭津貼；增加幼兒中心名額和津貼；推展學前兒童課餘託管服務至全港；增加「社區保姆」服務名額一倍

### 老有所養 關愛共融
- 擴展「廣東院舍照顧服務計劃」至內地營辦的安老院，並擴大院舍照顧服務券適用範圍（由2024年5月6日起新增兩間分別位於佛山和深圳的安老院為認可服務機構）
- 向「樂齡及康復創科應用基金」注資10億元
- 成立「銀髮經濟顧問小組」
- 動用「關愛隊」透過探訪或接觸，協助識別和轉介有需要支援的照顧者；擴展日間長者及殘疾人士暫託服務網絡
- 增加兩間少數族裔人士支援服務中心；設立「少數族裔關愛隊」
- 設立5億元專項基金，支援社福機構加強員工培訓、提升系統和跨專業協作
- 推動勞工重投就業(再就業津貼計劃已於7月15日推出)，提高再培訓津貼(調高再培訓津貼至每月限額8,000元已於2月23日起實施)，並全方位檢討僱員再培訓局的職能；修訂「連續性合約」規定，加強勞工保障

### 建設國際專上教育樞紐 推動青年多元發展
- 提高資助專上院校非本地學生限額一倍至40%，並加強獎學金和相關配套，吸引更多外國和內地學生來港升學，讓專上院校擴容提質
- 發展「北都大學教育城」
- 發展應用科學大學，提升職業專才教育至大學程度，為有志在專業技術發展的青年建立康莊大道
- 成立香港資訊科技學院，為資訊科技界別培育本地人才
- 推進與內地互認副學位學歷和資歷
- 在中小學大力推動STEAM教育
- 舉辦 「青年發展高峰論壇」，推動本地青年發展
- 成立「大灣區香港青年創新創業基地聯盟」，提供一站式資訊、宣傳及交流平台

### 健康香港
- 成立「香港藥物及醫療器械監督管理中心」籌備辦公室
- 在河套合作區設立「大灣區國際臨床試驗所」
- 推出「醫健通+」，統一存放電子病歷
- 優化醫管局精神科個案管理計劃；於地區康健中心推出精神健康評估先導計劃；加強社工和「關愛隊」精神健康支援培訓
- 更新註冊制度，提供新途徑引入合資格非本地培訓牙醫及護士，紓緩牙醫及護士人手
- 全力推動中醫藥發展，構建「數碼化中藥平台」，並制訂全面的《中醫藥發展藍圖》

## 公佈後闡述
行政長官李家超於發表施政報告後，舉行了一系列公開闡述活動，其中包括：
- 施政報告記者招待會，於施政報告公佈當天（2023年10月25日）下午3時30分至5時舉行。[2]
- 施政報告論壇，於施政報告公佈當天（2023年10月25日）晚上7時30分至8時30分舉行，由無綫電視、有線電視、now TV、及香港電台聯合播出。[3]
- 行政長官施政答問，於施政報告公佈翌日（2023年10月26日）早上8時至9時30分舉行，由香港電台、商業電台及新城電台同步直播。
- 施政報告及行政長官答問會，於施政報告公佈翌日（2023年10月26日）早上10時30分舉行。

## 反應
- 香港民意研究所以電話訪問681人，以100分為非常滿意，整體評分為44.4，較2022年的51.1分低，對施政報告表示不滿意的佔40%，滿意的佔34%。[4]

- 香港中文大學商學院亞太工商研究所名譽教研學人李兆波認為，政府未有做好定位，施政報告側重東盟及一带一路沿線國家，未有着墨於重新吸引撤資的歐美企業，尤其優質企業，令人質疑香港是否放棄傳統市場。[5]

- 香港大學社會工作及社會行政學系講座教授葉兆輝認為，鼓勵生育措施未必能逆轉香港生育率低局面，但相信措施有助部分有經濟困難但希望生育的家庭，又指鼓勵生育非單一方法可解決，除了生養及教育問題，亦視乎社會氛圍。[6]

- 香港大學房地產及建設系講座教授鄒廣榮認為，施政報告對樓市影響不大，市民對股市中門檻較低的投資都不感興趣，何况樓市，故推算即使稅率減半都難吸引市民投資，額外印花稅的適用年期由三年減至兩年，即回復至約十年前水平，認為對刺激樓市幫助不大。[7]

- 仲量聯行香港主席曾煥平指政府是次減辣「半桶水」，無助扭轉樓價跌勢，在外圍經濟欠佳、中東局勢動盪下，息口持續高企，香港股市表現欠佳等不利因素下，減辣僅會帶動住宅成交量上升10％至20％，來年樓市仍不樂觀。[8]

- 香港證券及期貨專業總會會長陳志華認為，股票交易印花稅下調幅度只是杯水車薪，難以應對市場面臨的嚴峻挑戰，更遑論有效提升港股市場的吸引力及流動性。此次調整後，香港稅率仍遠高於其他主要金融中心，難以吸引國際資金流入港股市場。[9]

- 環凱移民顧問有限公司董事張家禧認為，新投資移民計劃吸引力較遜，因三千萬元入場費過高，而大部分地區的投資移民計劃只會「鎖」五年，但香港則須住七年才可獲永久居留。[10]

- 社福界立法會議員狄志遠對施政報告未就扶貧政策設關鍵績效指標（KPI）感失望，認為施政報告精準程度有限，未提及新移民、少數族裔、長期病患者等弱勢社群。[11]

## 外部連結
- 行政長官2023年施政報告 （页面存档备份，存于）